# Chaetodon mertensii
Chaetodon mertensii е вид бодлоперка от семейство Chaetodontidae. Видът не е застрашен от изчезване.

## Разпространение и местообитание
Разпространен е в Австралия, Американска Самоа, Вануату, Виетнам, Гуам, Индонезия, Малки далечни острови на САЩ (Лайн), Маршалови острови, Микронезия, Ниуе, Нова Каледония, Остров Норфолк, Острови Кук, Палау, Папуа Нова Гвинея, Питкерн, Провинции в КНР, Самоа, Северни Мариански острови, Соломонови острови, Тайван, Токелау, Тонга, Уолис и Футуна, Фиджи, Филипини, Френска Полинезия, Чили (Великденски остров), Шри Ланка и Япония.
Обитава морета, лагуни и рифове. Среща се на дълбочина от 1 до 120 m, при температура на водата от 22,4 до 28,9 °C и соленост 34,1 – 35,9 ‰.

## Описание
На дължина достигат до 12,5 cm.
Популацията на вида е стабилна.